# St. Nikolaus (Clausthal-Zellerfeld)

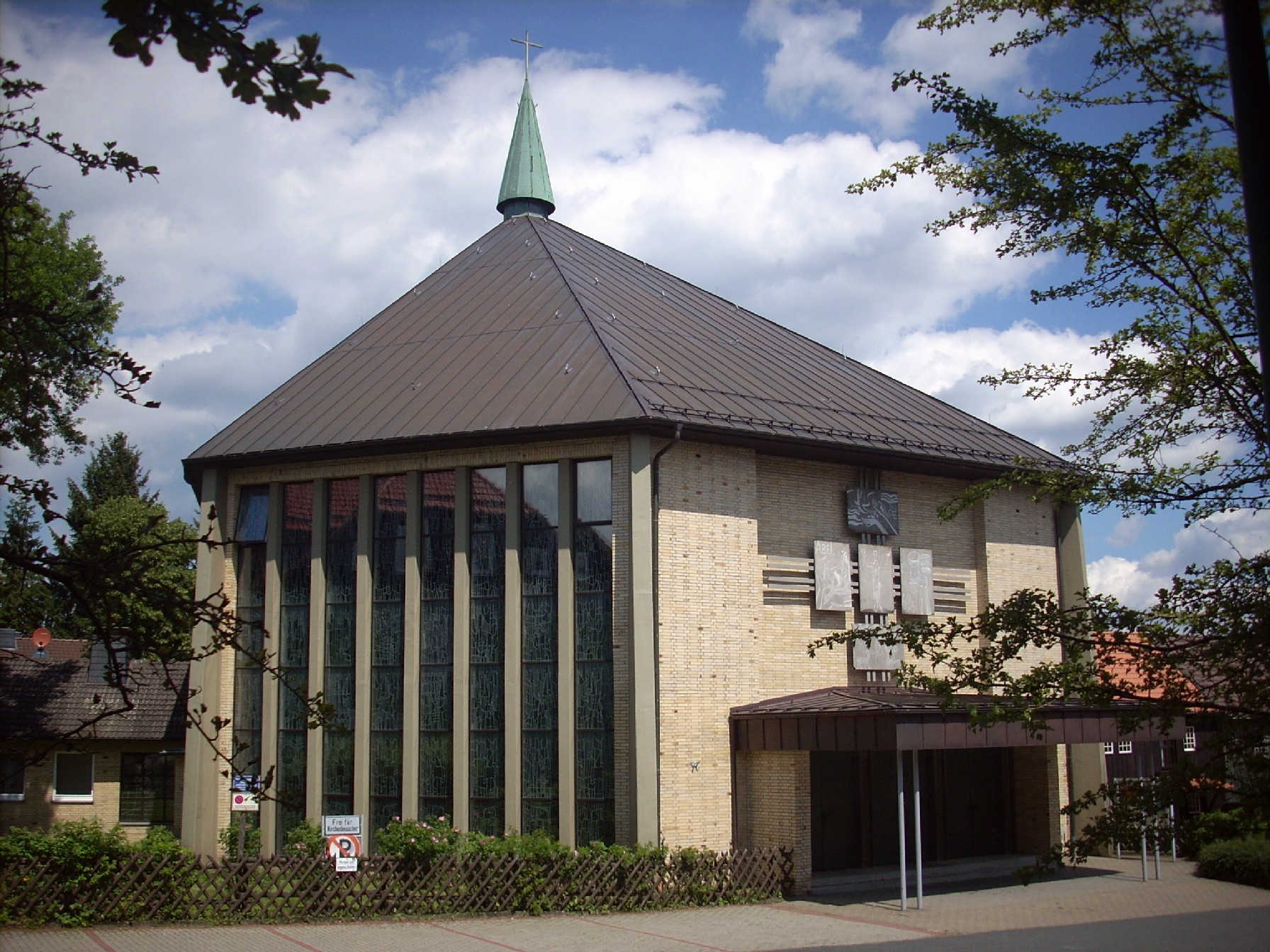
St. Nikolaus von der Burgstätter Straße

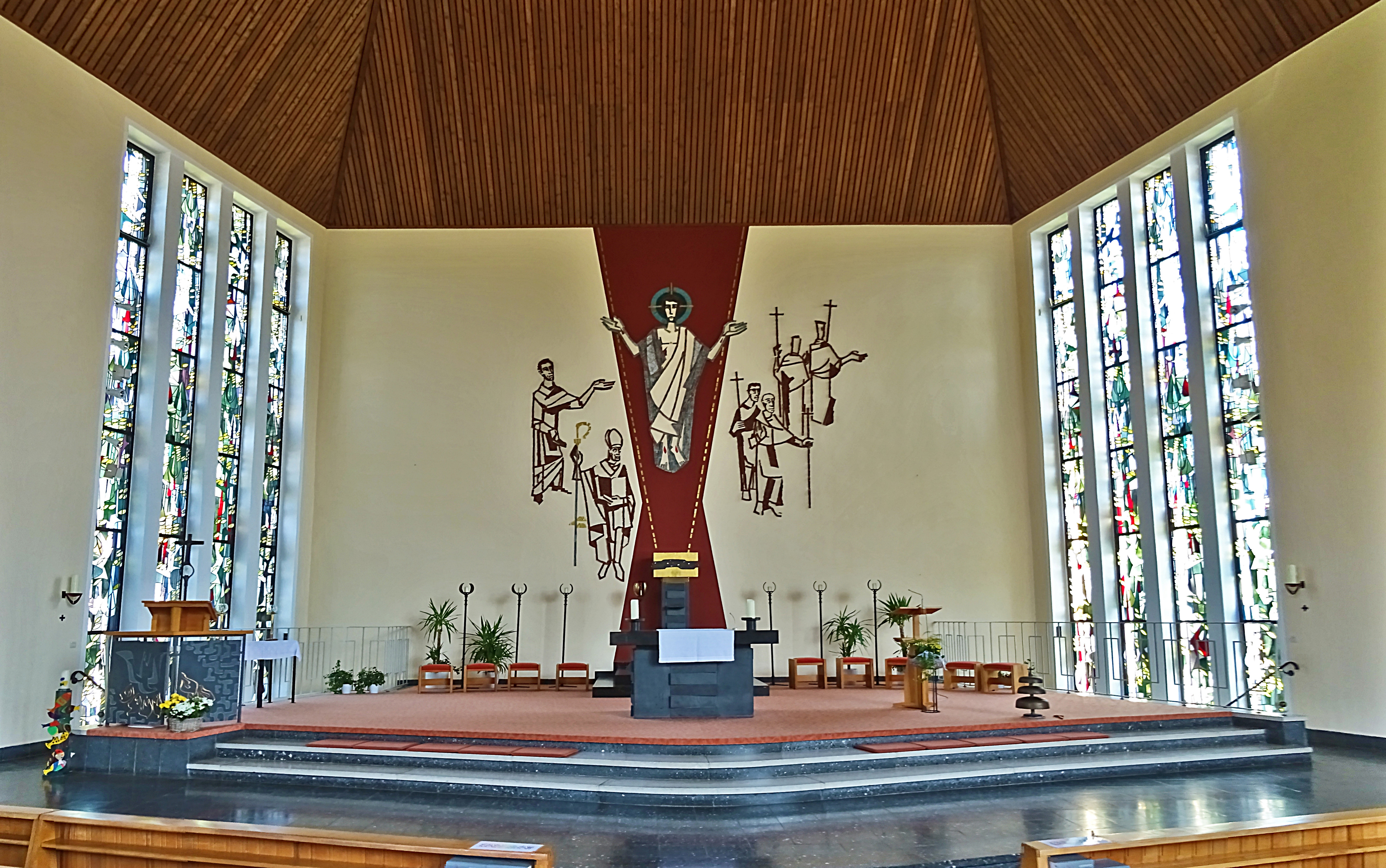
Inneres mit Blick auf den Altarraum

St. Nikolaus ist die römisch-katholische Kirche von Clausthal-Zellerfeld (Burgstätter Straße 11). Die Pfarrkirche gehört zum Dekanat Nörten-Osterode des Bistums Hildesheim.

## Geschichte
An der Stelle der heutigen Kirche war 1870 die erste nachreformatorische katholische Kirche des gesamten Oberharzes entstanden. Für ihren Bau und die Errichtung der Pfarrei im selben Jahr hatte sich der königliche Oberbergrat Ulrich mit großen persönlichen Opfern eingesetzt. Es handelte sich um eine Holzkirche im „Harzer Stil“, diese war innen 13,7 × 7,35 m groß und bot etwa 60 Personen Platz. Sie erhielt das Patrozinium des hl. Nikolaus mit Bezug auf den Ortsnamen von Clausthal. Neben Clausthal und Zellerfeld gehörten die umliegenden Gemeinden in Altenau, Bad Grund, Buntenbock, Hahnenklee-Bockswiese, Lautenthal, Schulenberg mit Festenburg und Wildemann zum Pfarrbezirk.
In den Jahren nach dem Zweiten Weltkrieg wuchs die katholische Gemeinde durch den Zuzug von Heimatvertriebenen, Einrichtung einer Kaserne und Zunahme der Studentenzahlen, so dass der Neubau einer Kirche mit Pfarrhaus und Pfarrheim beschlossen wurde. Der Grundstein für das neue Kirchengebäude wurde am 17. Juli 1960 gelegt. Während der Bauzeit fanden die Gottesdienste in der Aula der damaligen Bergakademie Clausthal statt. Am 3. Dezember 1961 erfolgte die Kirchweihe.
Die Nikolauskirche dient außer der Pfarrgemeinde auch den Studierenden der Technischen Universität und den Urlaubern. Seit dem 1. März 2004 gehört sie zum Dekanat Nörten-Osterode, zuvor gehörte sie zum Dekanat Osterode. Zur Pfarrgemeinde St. Nikolaus gehört heute auch die Kirche Maria Schnee in Hahnenklee, die früher auch zur Pfarrgemeinde St. Nikolaus gehörende Kirche St. Oliver in Altenau wurde 2025 profaniert.

## Architektur und Ausstattung

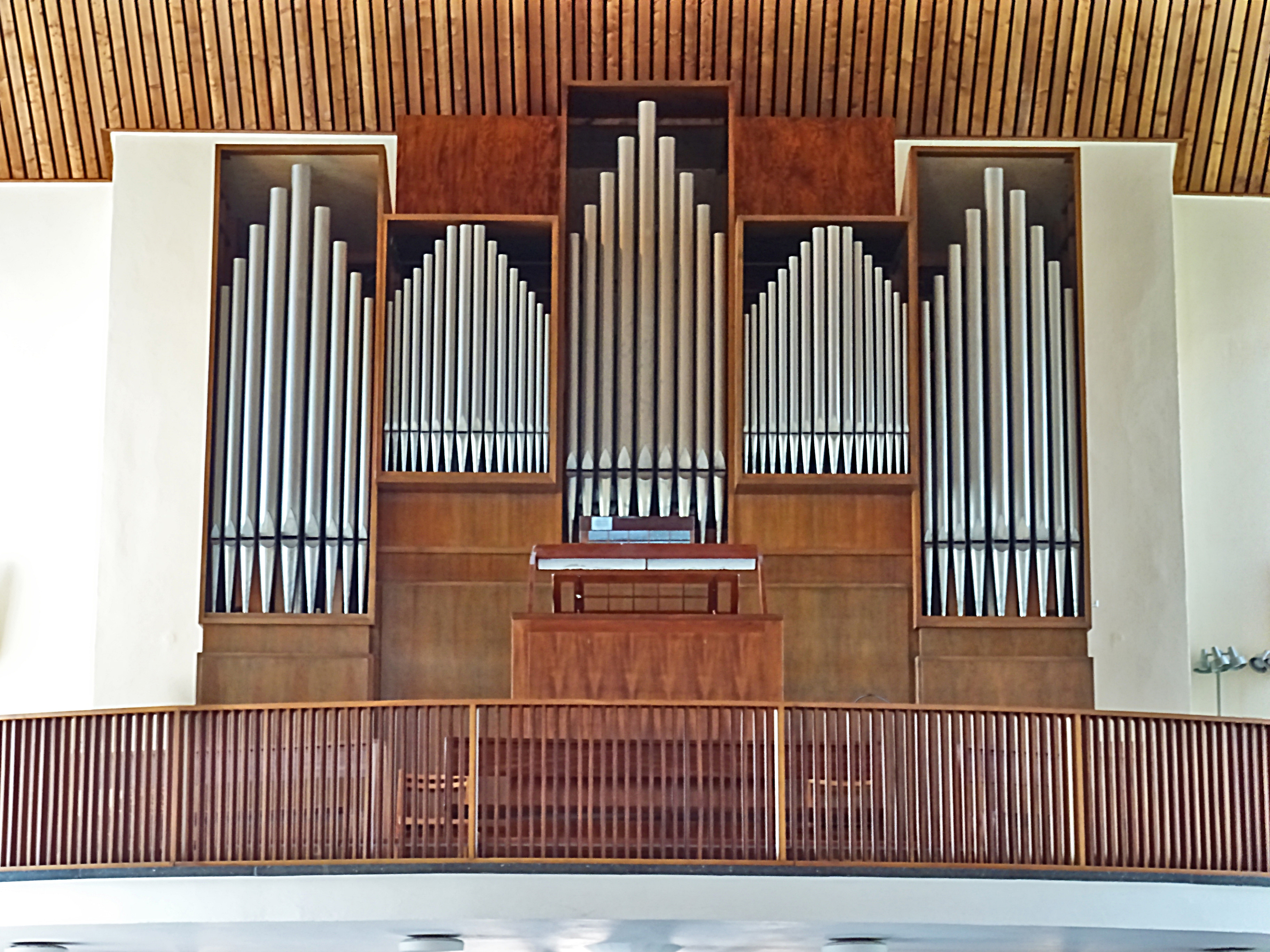
Die Orgel

Der sechseckige Zentralbau aus ockerfarbenem Backstein mit Dachreiter wurde, in rund 576 Meter Höhe über dem Meeresspiegel, nach Plänen von Josef Fehlig errichtet. Den Raumeindruck bestimmen die drei großen Fensterflächen, die eine der sechs Wände ganz, zwei weitere zur Hälfte einnehmen und mit ihrer figurenreichen Buntverglasung den Raum in warmes Licht tauchen. Die Entwürfe schuf Claus Kilian. Von ihm stammen auch die Gestaltung der Altarwand und die liturgischen Ausstattungsstücke, die in unterschiedlicher Weise auf die Legende des heiligen Nikolaus Bezug nehmen, sowie das große Kreuz mit biblischen Bildfeldern an der Außenwand über dem Eingang. Die zweimanualige Orgel stammt von Orgelbaumeister Blöß aus Oker (1962) und verfügt über 23 Register im Haupt- und Oberwerk sowie im Pedal.
Eine weitere katholische Einrichtung in Clausthal-Zellerfeld war das Studentenwohnheim Maximilian-Kolbe-Haus (Walther-Nernst-Straße 1, unterhalb der Mensa). Es wurde zum Wintersemester 1973/74 fertiggestellt und bietet 53 Zimmer. Heute leben hier Studenten unterschiedlicher Konfessionen, es wurde allerdings an einen anderen gemeinnützigen Investor verkauft und gehört damit nicht mehr zum Bistum Hildesheim.